# Réserve naturelle de Kjørholmane
La réserve naturelle de Kjørholmane est une réserve naturelle norvégienne située sur une série d'îlots au sud-ouest de l'île de Rott faisant partie de la commune de Sola. 
La réserve naturelle a été créée par décret royal le 7 mai 1982. il s'agit plus spécifiquement d'une réserve naturelle pour les oiseaux marins. Depuis 2003, la réserve constitue une partie de la réserve ornithologique de Rott-Håstein-Run.
C'est une importante zone de nidification pour les oiseaux de mer et d'habitat pour les  phoques, en particulier les phoques gris. C'est un lieu de nidification pour cormoran huppé, mouette tridactyle, petits pingouins, macareux moine, guillemot à miroir, guillemot de Troïl, et fulmar boréal. On y trouve aussi des colonies de goéland argenté, goéland brun et goéland marin C'est la région la plus au sud dans le pays pour certaines espèces dont le macareux et la mouette tridactyle.